# Valeriana polyclada
Valeriana polyclada är en kaprifolväxtart som beskrevs av Briquet. Valeriana polyclada ingår i släktet vänderötter, och familjen kaprifolväxter. Inga underarter finns listade i Catalogue of Life.